# بوزارية
بوزارية قرية تونسية تقع في ولاية بنزرت.